# Earache Extreme Metal Racing
Earache Extreme Metal Racing est un jeu vidéo de course développé et édité par Data Design Interactive, sorti en 2006 sur Windows, Wii et PlayStation 2.

## Accueil
- VideoGamer.com : 2/10[1]